# Theorien über den Mehrwert

Karl Marx: Theorien über den Mehrwert. Hrsg. von Karl Kautsky. Bd. 2 Erster Teil.

Die Theorien über den Mehrwert gehen auf Manuskripte von Karl Marx zurück; sie wurden postum in den Jahren 1905 bis 1910 in einer Trilogie mit insgesamt 24 Kapiteln (MEW Bände 26.1 bis 26.3) veröffentlicht.

## Editionsgeschichte

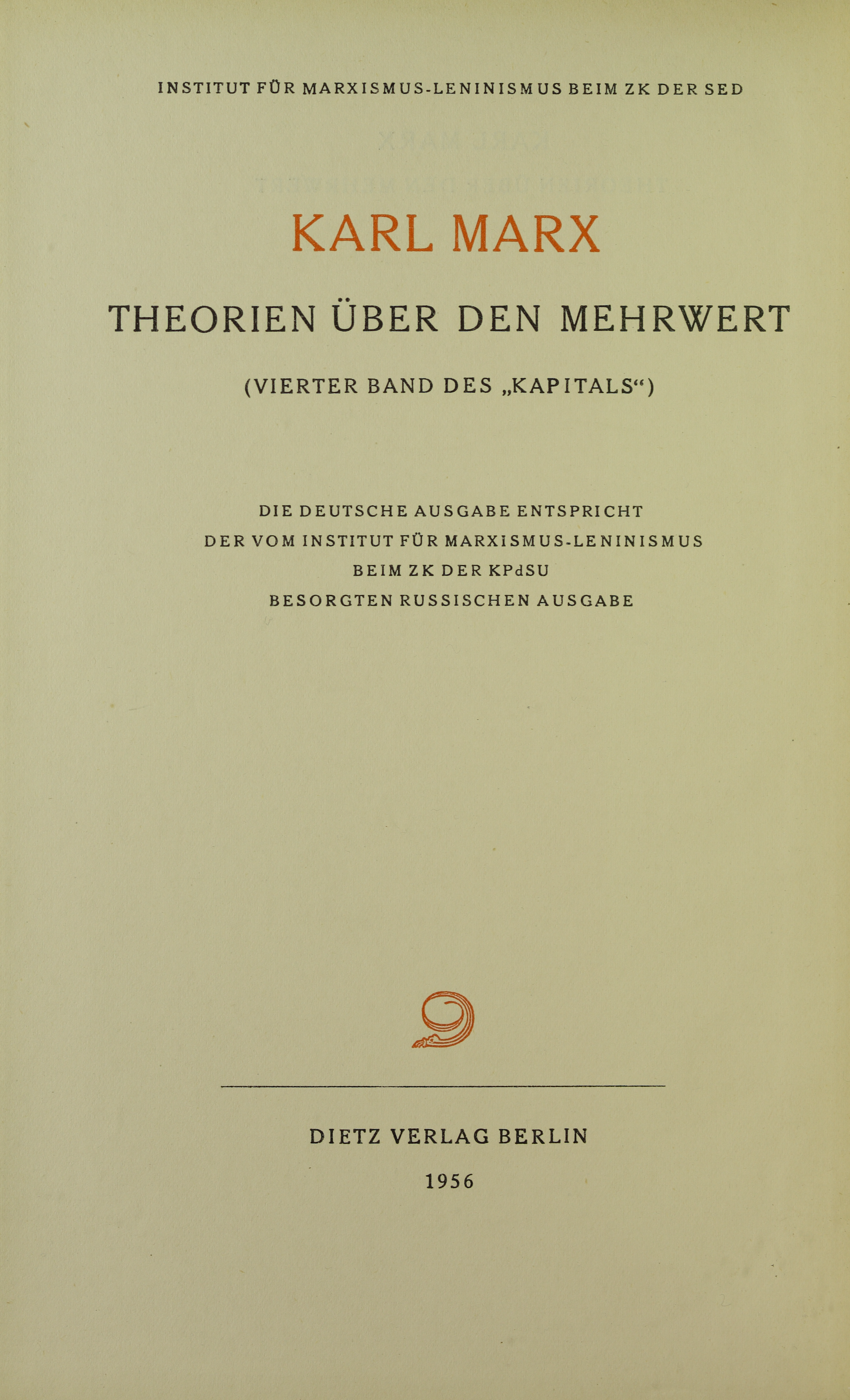
Theorien über den Mehrwert, 1956

1950 wurden in der Sowjetunion die Grundsätze für die Neuherausgabe und ein detailliertes Inhaltsverzeichnis zur Diskussion gestellt. Die deutsche Ausgabe fußt auf der vom Institut für Marxismus-Leninismus beim ZK der KPdSU besorgten zweiten russischen Ausgabe (russ. Erstausgabe 1. Teil  1954,  2. Teil 1950, 3. Teil 1961). Nachfolgende Angaben beruhen auf dem Vorwort zur deutschen Ausgabe, welches unterschrieben ist vom Institut für Marxismus-Leninismus beim ZK der SED.
Grundlage dieser Veröffentlichung bildet das umfangreiche ökonomische Manuskript, das Karl Marx von Januar 1862 bis Juli 1863 geschrieben hat. Es besteht aus 23 Heften mit durchgehender Seitenzählung von 1 bis 1472 und umfasst  insgesamt ca. 200 Druckbögen. Es ist die Fortsetzung des 1859 erschienenen ersten Heftes Zur Kritik der politischen Oekonomie und trägt denselben Titel. Damit ist es der erste systematisch, wenngleich nicht in allen Details ausgearbeitete, Entwurf des Kapital, also des ökonomischen Hauptwerkes von Marx. Während die anderen Teile des Manuskripts dem Inhalt des Kapital entsprechen, bilden die „Theorien über den Mehrwert“ mit den Heften VI bis XV und XVIII sowie einige historische Skizzen in anderen Heften (Umfang ca. 110 Druckbogen) davon den am meisten ausgearbeiteten Inhalt. Marx nannte diesen „vierten Band“ des Kapital den historischen, den historisch-kritischen oder historisch-literarischen Teil  seines Werkes.
Marx änderte über die langen Jahre, in denen er am Kapital arbeitete, mehrfach seinen Arbeitsplan. Er äußerte sich dazu in Vorworten, Briefen oder im Manuskript selbst. Daraus geht hervor, dass die „Theorien über den Mehrwert“ ursprünglich mehr als historische Abschweifung zum Abschnitt „Der Produktionsprozeß des Kapitals“  gedacht waren. Als Marx mit der Arbeit daran begann, war auch nur dieser Abschnitt des Kapital im Entwurf ausgearbeitet. Aus dieser historischen Situation erklären sich viele Redundanzen in der Marxschen Darstellung.
Die Theorien über den Mehrwert enthalten im Wesentlichen eine Sammlung von Zitaten bürgerlicher Ökonomen – wie unter anderem Adam Smith (u. a. III., IV., X.; XIV. Kapitel), David Ricardo (u. a. IX., X., XI., XIII., XV., XVI., XVII., XVIII.) James Mill und John Stuart Mill (XX.), Johann Karl Rodbertus (VIII. & IX.), Thomas Robert Malthus (XIX.), bzw. ökonomischer Schulen wie die Physiokraten (II.), im Speziellen auch das Werk „Tableau économique“ von François Quesnay (VI. Kapitel) – die den Stand des ökonomischen Wissens zur Lebenszeit von Marx, ähnlich wie im Band I des Kapital, beleuchten und kritisch betrachten.
Friedrich Engels, nach dem Tode von Marx der Herausgeber des zweiten und des dritten Bandes des Kapital, beabsichtigte auch den vierten Band herauszugeben, worüber er zum letzten Mal im Brief an Stephan Bauer vom 10. April 1895 berichtet.  Vier Monate danach verstarb er.

## Erstveröffentlichung durch Karl Kautsky
Zum ersten Male wurden die „Theorien über den Mehrwert“ von Karl Kautsky aus dem Nachlass von Marx herausgegeben.
So verdienstvoll diese erste Veröffentlichung auch gewesen ist, so wird sie den Ansprüchen an eine wissenschaftliche Edition nicht gerecht. Dies war umso schwerwiegender, als es sich bei der Marxschen Grundlage um eine unbearbeitete Rohfassung handelt, oft ohne flüssigen Text und mit vielen Hinweisen für die spätere Bearbeitung. Zudem wechselt der Verfasser ständig zwischen drei Sprachen. Es gibt daher viele unklare Stellen, die mehrere Deutungsmöglichkeiten zulassen. Kautsky hingegen veröffentlichte „seine“ Theorien über den Mehrwert als ein Parallelwerk zum Kapital, versuchte den Text ohne Rücksicht auf das Original zu glätten und gab auch gar nicht vor, eine Ordnung oder Struktur im Ganzen zu sehen. Dabei ignorierte er das auf den Umschlägen der Hefte von Marx notierte Inhaltsverzeichnis und führte selbst eine willkürliche Reihenfolge ein, die rekonstruierbare Zusammenhänge zerriss.

## Vierter Band des „Kapital“?
Im Untertitel der Marx-Engels-Werke wird das herausgegebene Manuskript auch als Das Kapital Band IV bezeichnet. Eine Autorengruppe hat aufgrund der Entstehungsgeschichte der Manuskripte angezweifelt, ob diese Bezeichnung füglich angewandt werden könne. Es sei unbewiesen, dass das unfertige Manuskript den Vorstellungen des Autors hinblicklich des Vierten Bandes voll entspreche, der eine Geschichte der Politischen Ökonomie liefern sollte.

## Rezeption
Joseph A. Schumpeter hat zu seinem Beitrag zum Grundriss der Sozialökonomik, den Epochen der Dogmen- und Methodengeschichte (1914), neben Eugen Böhm von Bawerks Geschichte und Kritik der Kapitalzinstheorien, vor allem auf die Kautsky-Ausgabe der Theorien über den Mehrwert zurückgegriffen.

## Ausgaben
- MEW 26.1–26.3
- MEGA, II. Abt., Bd. 3.2–3.4